# Frank Knight
Pour les articles homonymes, voir Knight.
Frank Knight, né le 7 novembre 1885 à White Oak (Illinois) et mort le 15 avril 1972 à Chicago, est un économiste américain, fondateur de la première école de Chicago.
Il est professeur à l'université de Chicago de 1927 à 1952, où il est avec Jacob Viner une des deux figures marquantes du département économie. Il a notamment comme élèves Milton Friedman, George Stigler et James M. Buchanan, futurs « prix Nobel » d'économie.
Il est en particulier connu pour la théorie du risque, opérant une distinction entre risque et incertitude, qu'il propose en 1921 dans Risk, Uncertainty and Profit. Le risque désigne une situation où les possibilités de l'avenir sont connues et probabilisables. Par opposition, l'incertitude désigne une situation où l'on ignore tout cela. Knight distingue donc des situations risquées (où la distribution de probabilité des cas possibles est connue) des situations incertaines (où les cas possibles ne sont même pas connus). Une incertitude knightienne est donc une situation où non seulement l'avenir n'est pas connu, mais il ne peut l'être.
Il est aussi connu pour avoir énoncé les quatre éléments constitutifs de la concurrence pure et parfaite : la liberté d'échanger et d'entrer sur le marché, l'égalité de tous les participants au marché (en particulier en termes d'information sur les produits échangés), l'atomicité des acteurs sur le marché dont le grand nombre rend chacun incapable de modifier individuellement le prix du marché, l'homogénéité des produits dans l'espace et dans le temps (parfaitement substituables).
Il est un des premiers membres de la Société du Mont Pelerin, club de réflexion libéral créé à Mont-Pélerin en Suisse en 1947.